# Megalomina berothoides
Megalomina berothoides is een insect uit de familie van de bruine gaasvliegen (Hemerobiidae), die tot de orde netvleugeligen (Neuroptera) behoort. 
Megalomina berothoides is voor het eerst wetenschappelijk beschreven door McLachlan in 1869.